# Ехіури

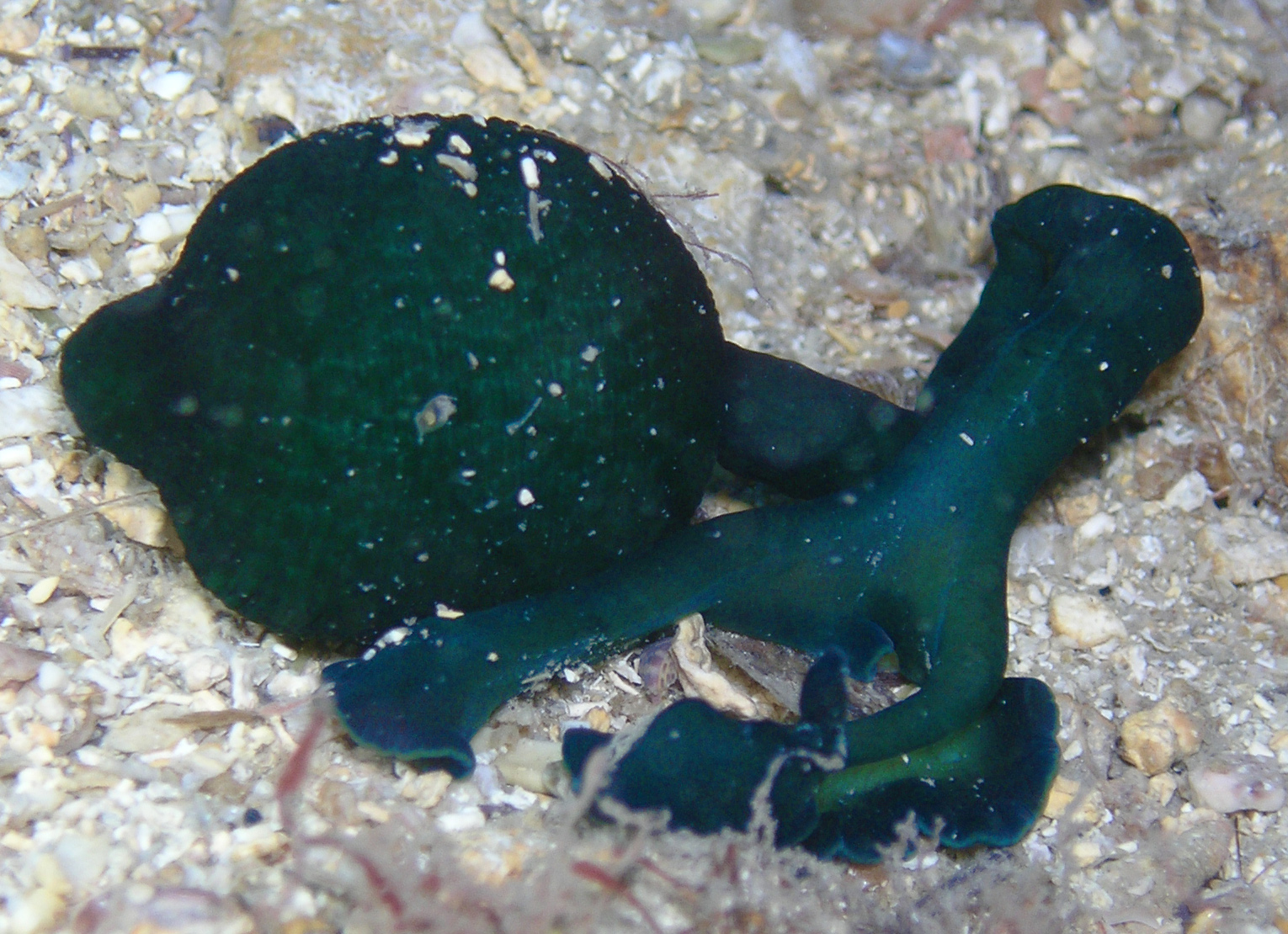
Бонелія (типовий представник типу ехіурів

Ехіу́ри (Echiura) — клас двобічно-симетричних морських тварин типу Кільчасті черви (Annelida). Відомо 240 видів у 2 рядах.